# Régiment de Marcieu cavalerie
Le régiment de Marcieu cavalerie est un régiment de cavalerie du royaume de France créé en 1652.

## Création et différentes dénominations
- 12 mars 1652 : création du régiment de Goas cavalerie
- 18 mai 1656 : renommé régiment de La Valette cavalerie[Notes 1]
- 20 juillet 1660 : réformé
- 7 décembre 1665 : rétablissement du régiment de La Valette cavalerie[Notes 1]
- 24 mai 1668 : réformé
- 9 août 1671 : rétablissement du régiment de La Valette cavalerie[Notes 1]
- 25 novembre 1689 : renommé régiment du Prince Camille cavalerie
- 10 février 1702 : renommé régiment du Prince Charles cavalerie
- 1708 : renommé régiment de Lambesc cavalerie
- 1730 : renommé régiment de Beaucaire cavalerie
- 1er janvier 1748 : renommé régiment de Marcieu cavalerie
- 1er décembre 1761 : réformé par incorporation au régiment Royal-Pologne cavalerie

## Équipement

### Étendards
6 étendards de « ſoye rouge, Soleil au milieu brodé, & frangez d’or ».

Les six étendards sont de damas vert, soleil et divise du roi, brodés et frangés d’or.

Étendards
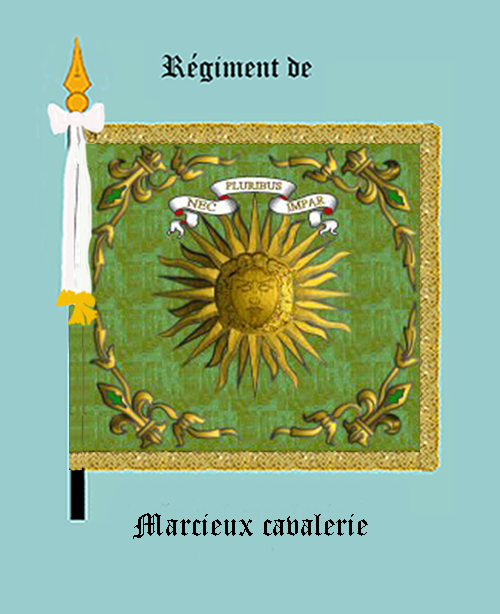
régiment de Marcieu cavalerie, avers

### Habillement

Uniformes
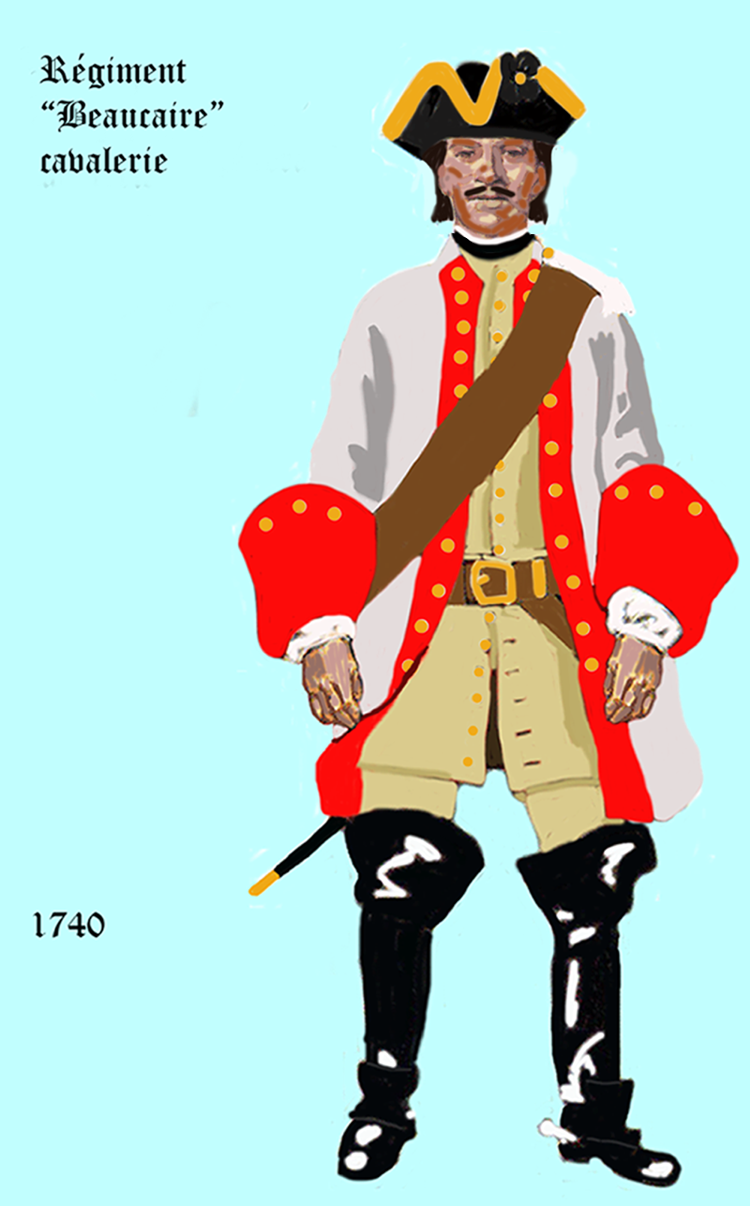
de 1740 à 1757
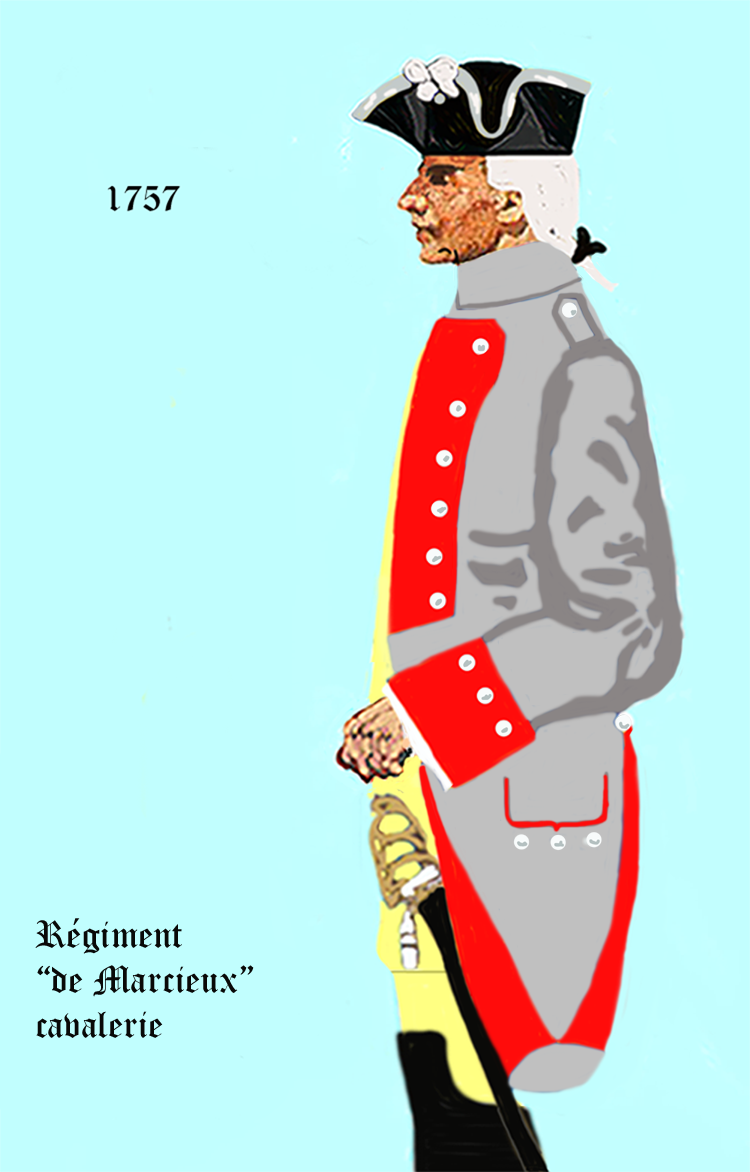
régiment de Marcieu cavalerie de 1757 à 1761

## Historique

### Mestres de camp
- 12 mars 1652 : Louis de Biran d’Armagnac, chevalier puis comte de Goas, maréchal de camp le 1er mai 1651
- 18 mai 1656 : Louis Félix de Nogaret, marquis de La Valette, brigadier le 25 février 1677, maréchal de camp le 24 août 1688, lieutenant général le 30 mars 1693, † 9 février 1695
- 25 novembre 1689 : Camille de Lorraine, prince Camille, brigadier de cavalerie le 3 janvier 1696, maréchal de camp le 29 janvier 1702, † décembre 1715
- 10 février 1702 : Charles de Lorraine, comte d’Armagnac, prince Charles, brigadier le 10 février 1704, maréchal de camp le 28 mars 1708, lieutenant général le 11 octobre 1712, † 29 décembre 1751
- 1708 : Louis de Lorraine, prince de Lambesc, neveu du précédent, brigadier le 1er février 1719
- 1730 : chevalier de Beaucaire
- 28 mars 1736 : Gilles Gervais de Pechpeirou de Comminges, comte de Beaucaire, neveu du précédent, déclaré brigadier en novembre 1745 par brevet expédié le 1er mai, maréchal de camp le 1er janvier 1748
- 1er janvier 1748 : Pierre Louis Emé de Guiffrey-Monteynard, chevalier puis marquis de Marcieu, brigadier le 10 février 1759, déclaré maréchal de camp en décembre 1761 par brevet expédié le 20 février

### Quartiers
- Favetnoy[1]